# Памятник С. М. Кирову (Санкт-Петербург, Кировская площадь)
Памятник С. М. Кирову — скульптурный монумент в Санкт-Петербурге на Кировской площади, установленный в 1938 году. Изготовлен по проекту скульптора Н. В. Томского и архитектора Н. А. Троцкого. Памятник посвящён советскому государственному и партийному деятелю С. М. Кирову. Монумент имеет статус памятника монументального искусства федерального значения.

## История
1 декабря 1934 года в Ленинграде был убит Первый секретарь Ленинградского обкома ВКП(б) С. М. Киров. Уже в следующем году Ленгорисполком объявил конкурс проектов памятника Кирову, который предполагалось установить на площади перед зданием Кировского райсовета, также названной в честь Кирова. По итогам конкурса был одобрен проекту скульптора Н. В. Томского.
Скульптор Н. В. Томский начал работу над бюстом Кирову ещё при его жизни. Он продолжал работу над бюстом и после смерти Кирова, сделав более десяти его вариантов. Об этой работе скульптор писал: «Киров — живой, улыбающийся, обаятельный, такой великий и такой простой. Как хочется, хоть в бронзе, сохранить, запечатлеть его лицо, его речь, его походку. Но трудность этой задачи может сравниться разве только с её ответственностью. Как в мёртвом, холодном металле запечатлеть самое горячее, самое живое, ослепительно яркое — саму жизнь?».
В работе над памятником Томскому помогали рабочие бывшей Нарвской заставы, хорошо знавшие Кирова. Помимо Томского, работой над памятником занимались также скульпторы В. В. Исаева, Р. К. Таурит и архитектор Н. А. Троцкий. Отливка скульптуры и барельефов для постамента занимался завод «Монументскульптура». Постамент был выполнен трестом «Мрамор-гранит». Торжественное открытие памятника состоялось 6 декабря 1938 года. Работа над памятником была удостоена Сталинской премии СССР.
Памятник был повторён в Воронеже.

## Описание
Киров изображён идущим твёрдой уверенной походкой. На нём фуражка, гимнастёрка и пальто. В левой руке у него газета, а правой он делает широкий жест, словно указывая на преобразованный район. Лицо Кирова приветливое и открытое.
На гранитном пьедестале памятника три барельефа: «Гражданская война», «Социалистическое соревнование» и «Радостный путь». На лицевой стороне доска с цитатой из речи Кирова на собрании актива ленинградской партийной организации 17 января 1933 года: «Товарищи, много веков тому назад великий математик мечтал найти точку опоры, для того чтобы, опираясь на неё, повернуть земной шар. Прошли века, и эта опора не только найдена, она создана нашими руками. Не пройдёт много лет, как мы с вами, опираясь на завоевания социализма в нашей Советской стране, оба земных полушария повернём на путь коммунизма».